# Хайнц Духарт
Хайнц Духарт (на немски: Heinz Duchhardt) е германски историк, професор.

## Биография
Роден е на 10 ноември 1943 г. в Бад Берлебург, Германия. Преподава история в университета в Мюнстер, дългогодишен директор е на Института за европейска история в Майнц. Той е един от най-авторитетните изследователи на европейската и немската история от средата на ХVІІ до началото на ХІХ век. Проучва епохата на абсолютизма, историята на Вестфалския мир, европейската идея.
През октомври 2015 г. проф. Хайнц Духарт дарява на Софийския университет личната си библиотека. На 20 октомври 2016 г. е удостоен със званието „Доктор хонорис кауза“ на Софийския университет и Почетен знак със синя лента.